# Sphaerogastrella novoguinensis
Sphaerogastrella novoguinensis är en tvåvingeart som beskrevs av Oswald Duda 1926. Sphaerogastrella novoguinensis ingår i släktet Sphaerogastrella och familjen daggflugor. Inga underarter finns listade i Catalogue of Life.